# 살파과

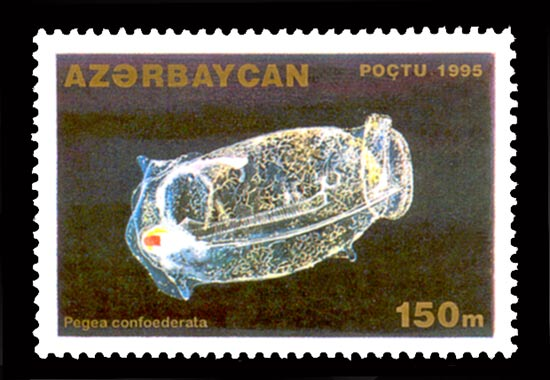
1995년 아제르바이잔 우표에 등장한 Pegea confederata.

살파과(Salpidae)는 탈리아강에 속하는 피낭동물과의 하나이다. 살파목(Salpida)의 유일한 과이다. 술병 모양으로 부유 생활을 하는 피낭동물이다.

## 하위 분류
- 곧은장살파속 (Cyclosalpa)
  - 무광곧은장살파 (Cyclosalpa affinis)
  - 꼬리곧은장살파 (Cyclosalpa bakeri)
  - Cyclosalpa foxtoni Van Soest, 1974
  - Cyclosalpa pinnata
- 굵은띠살파속 (Iasis)
  - 굵은띠살파 (Iasis zonaria)
- 고리살파속 (Ihlea) Metcalf, 1919
  - Ihlea racovitzai (van Beneden, 1913)
- 가위살파속 (Pegea) Savigny, 1816
  - 가위살파 (Pegea confederata) (Forsskål, 1775)
- 살파속 (Salpa) Forskål, 1775
  - Salpa cylindrica
  - 송곳살파 (Salpa fusiformis)
  - 큰살파 (Salpa maxima)
  - Salpa thompsoni (Foxton, 1961)
  - Salpa tilsicostata
- 탈리아속 (Thalia)
  - 작은탈리아살파 (Thalia democratica)
- 큰살파속 (Thetys) Tilesius, 1802
  - 큰살파 (Thetys vagina) Tilesius, 1802

## 참고 문헌
Bone, Q. editor (1998) The Biology of Pelagic Tunicates. Oxford University Press, Oxford. 340 pp.